# ماكسين كوبر
ماكسين كوبر (بالإنجليزية: Maxine Cooper Gomberg)‏ هي ممثلة أمريكية، ولدت في 12 مايو 1924 بشيكاغو في الولايات المتحدة، وتوفيت في 4 أبريل 2009 بلوس أنجلوس في الولايات المتحدة بسبب مرض.

## وصلات خارجية
- ماكسين كوبر على موقع IMDb (الإنجليزية)
- ماكسين كوبر على موقع ألو سيني (الفرنسية)
- ماكسين كوبر على موقع أول موفي (الإنجليزية)
- ماكسين كوبر على موقع قاعدة بيانات الأفلام السويدية (السويدية)
- ماكسين كوبر على موقع قاعدة بيانات الفيلم (الإنجليزية)
- ماكسين كوبر على موقع كينوبويسك (الروسية)